# Juan Tutuy Aspauza
Máximo Juan Tutuy Aspauza (Pisco, 1946 - Lima, 21 de julio del 2024) fue un filósofo, sociólogo y político peruano. Fue Alcalde provincial de Huancayo de 1984 a 1986 y Rector de la Universidad Nacional de Educación Enrique Guzmán y Valle entre el 2006 y el 2011.

## Trayectoria política
Inició su actuación política en las elecciones municipales de 1983 cuando postuló por la Izquierda Unida a ser teniente alcalde junto con Saúl Muñoz Menacho obteniendo la representación. En julio de 1984, a siete meses de tomar posesión del cargo, el alcalde Muñoz fue asesinado por la organización terrorista Sendero Luminoso por lo que Tutuy Aspauza debió asumir el cargo de alcalde provincial hasta el fin del periodo. En las elecciones de 1986 buscó la reelección siendo derrotado por el candidato aprista Ricardo Bohorquez Hernández. No participó en elecciones hasta las del año 1993 donde se presentó como candidato a regidor provincial de Huancayo por la Lista Independiente Alternativa Democrática sin obtener la representación.

## Trayectoria académica
Estudió sociología en la Universidad Nacional del Centro del Perú de donde se graduó en 1973. En 1989 inició sus estudios del doctorado en Filosofía en la Universidad Carolina de Praga, entonces Checoslovaquia, hasta 1991. En 1992 trabajó en la entonces CTAR-Junín y en 1994 fue catedrático de postgrado en la Universidad Nacional Mayor de San Marcos. En el año 2000 fue nombrado decano de la facultad de ciencias sociales de la Universidad Nacional de Educación Enrique Guzmán y Valle y, en el 2001, director de la escuela de postgrado de esa universidad. En el 2006 fue elegido para ser rector de la misma por el periodo de 5 años.